# Steven Tyler
Steven Tyler, ursprungligen Stephen Victor Tallarico, född 26 mars 1948 i New York, är en amerikansk rockmusiker, sångare, låtskrivare, skådespelare och multiinstrumentalist, mest känd som sångare i det amerikanska hårdrocksbandet Aerosmith. 2011–2012 medverkade han i TV-programmet American Idol som jurymedlem.

## Biografi
Steven Tyler föddes i New York och växte upp i Bronx och senare i Yonkers. Tyler har sedan Aerosmith grundades under sent 1960-tal (formellt 1970) varit dess sångare och självklara ledare och ligger också bakom de flesta av gruppens största hits såsom "Dream On", "Janie's Got a Gun" (med Tom Hamilton), "Walk This Way" (med Joe Perry) och "Love in an Elevator" (med Joe Perry). Tyler har ett dynamiskt och spretande rörelsemönster på scenen men har också ett karakteristiskt sätt att betona ord, något som kan höras särskilt bra i låtarna "I Don't Want to Miss a Thing" och "Dream On". Tyler har kallats The Demon of Screamin' på grund av sitt unika sätt att sjunga. En gimmick är den scarf han alltid har virad kring mikrofonstativet vid liveuppträdanden.

### Skådespeleri
Tyler har medverkat i två avsnitt av sitcom-serien 2 1/2 män och framträtt som karaktären "Sammy" i dramafilmen Goodnight, Joseph Parker från 2004. Han gör också en röst i filmen The Polar Express. Tillsammans med de övriga i Aerosmith har han även medverkat i filmerna Wayne's World 2 och Be Cool.
Tyler medverkade i American Idol mellan 2011 och 2012 som jurymedlem.

### Privatliv
Tyler har vid ett antal tillfällen behandlats för drogproblem, bland annat 2009 efter att han blivit beroende av smärtstillande medicin. 1973 hade Tyler ett uppmärksammat förhållande med en 16-åring, Julia Holcomb. Relationen varade under tre år och tog slut efter yttre påtryckningar, en husbrand och en abort.
Tyler har tillsammans med modellen och sångerskan Bebe Buell dottern Liv Tyler, som är skådespelare och modell.

### 2015
Tyler meddelade 2015 att han planerade att släppa ett soloalbum med countryinfluenser. Albumet We're All Somebody from Somewhere släpptes 15 juli 2016.

## Diskografi
Studioalbum
- 2016 - We're All Somebody from Somewhere

Singlar
- 1998 – "I Love Trash"
- 2010 – "Love Lives"
- 2011 – "(It) Feels So Good"
- 2015 – "Love Is Your Name"
- 2016 – "Red, White & You"
- 2016 – "We're All Somebody From Somewhere"